# Celso Borges
Celso Borges Mora (San José, 27 maggio 1988) è un calciatore costaricano, centrocampista dell'Alajuelense.
Detiene attualmente il record di presenze della nazionale costaricana, avendo collezionato 163 gettoni fra il 2008 ed il 2023 (con cui ha anche segnato 27 reti).

## Biografia
È figlio di Alexandre Guimarães, ex calciatore e allenatore di origine brasiliana, nonché CT della Costa Rica ai Mondiali 2002 e 2006. Attraverso suo padre, Borges era anche cittadino brasiliano fino al 2017, quando ha rinunciato alla cittadinanza brasiliana per diventare cittadino spagnolo.
Oltre alla sua lingua nativa, lo spagnolo, Borges parla anche inglese, portoghese e svedese.
Appassionato di heavy metal, ha gli Slipknot, i Metallica, i Dream Theater e i Killswitch Engage come sue band preferite. Borges suona la batteria e ha suonato la canzone "Toxicity" dei System of a Down insieme al musicista peruviano Kurt Dyer.

## Caratteristiche tecniche
Celso Borges è in grado di ricoprire sia il ruolo di centrocampista che quello di attaccante.

## Carriera

### Club
All'età di 18 anni debutta nel Deportivo Saprissa, con cui vincerà cinque titoli nazionali.
Durante il gennaio 2009 si accorda per passare, nel luglio successivo, a parametro zero ai norvegesi del Fredrikstad, tuttavia il trasferimento definitivo avvenne già in quella finestra di mercato dietro il pagamento di un milione di corone al club costaricano.
Al suo primo anno in Norvegia, la sua squadra gioca i preliminari di Europa League ma scende in seconda serie a fine campionato. Nonostante la retrocessione (seguita da una risalita immediata) Borges rimane al Fredrikstad per tre stagioni complessive.
Dal gennaio del 2012 si trasferisce, da svincolato, agli svedesi dell'AIK con cui firma un contratto di tre anni e mezzo. Durante la prima metà di stagione in nerogiallo viene utilizzato da Andreas Alm come attaccante, ma dopo la pausa estiva viene arretrato a centrocampo. Termina l'annata 2012 come miglior marcatore della sua squadra, con 8 reti in campionato e una in Europa League contro il Lech Poznań. In quell'anno l'AIK è arrivato alla fase a gruppi della competizione europea, in un girone con Napoli, PSV e Dnipro. Anche in seguito ha continuato ad essere schierato abitualmente come centrocampista.
Nel gennaio 2015 è stato ufficialmente ceduto agli spagnoli del Deportivo de La Coruña. Borges ha debuttato ne La Liga il 30 gennaio 2015, realizzando la doppietta che ha permesso al Deportivo di vincere sul campo del Rayo Vallecano (1-2). La sua prima parentesi in biancoblu dura tre stagioni e mezzo, venendo ceduto solo al termine del campionato 2017-2018 concluso con la retrocessione. Durante questo periodo gioca 107 partite ne La Liga.
Il 16 agosto 2018 viene ufficialmente ceduto ai turchi del Göztepe per una cifra quantificata in circa 1,5 milioni di euro. Nel corso della sua seconda annata in Turchia, Borges è talvolta utilizzato nell'inedita posizione di difensore centrale. Nell'estate del 2020 decide di rescindere per giusta causa il contratto che lo legava al Göztepe ancora per un anno, nonostante il club turco abbia minacciato azioni legali.
Il 6 settembre 2020 viene ufficializzato il ritorno di Borges al Deportivo de La Coruña nonostante la squadra nel frattempo fosse scesa in Segunda División B, il terzo livello del calcio spagnolo.

### Nazionale
Ha fatto parte di diverse nazionali giovanili, disputando i mondiali Under-17 nel 2005 e quelli Under-20 nel 2007. Ha debuttato con la nazionale maggiore costaricana a 20 anni, il 21 giugno 2008 in occasione del match contro Grenada.
Al termine della Gold Cup 2009 è stato inserito fra gli 11 migliori giocatori del torneo. Nel settembre dello stesso anno, ha segnato il suo primo gol internazionale contro il Suriname.
Dopo aver avuto un ruolo di rilievo nella campagna di qualificazione infruttuosa della squadra per la Qualificazioni al campionato mondiale di calcio 2018 - CONCACAF - quarta fase, Borges ha aiutato la squadra a raggiungere il secondo posto alla Copa Centroamericana 2011, nonché i quarti di finale della Gold Cup della CONCACAF dello stesso anno.
Convocato per i Mondiali 2014, Borges ha aperto la lotteria dei rigori sia nell'ottavo di finale vinto contro la Grecia che nel quarto di finale perso contro i Paesi Bassi, realizzando il penalty in entrambe le occasioni.

Viene convocato per la Copa América Centenario negli Stati Uniti.

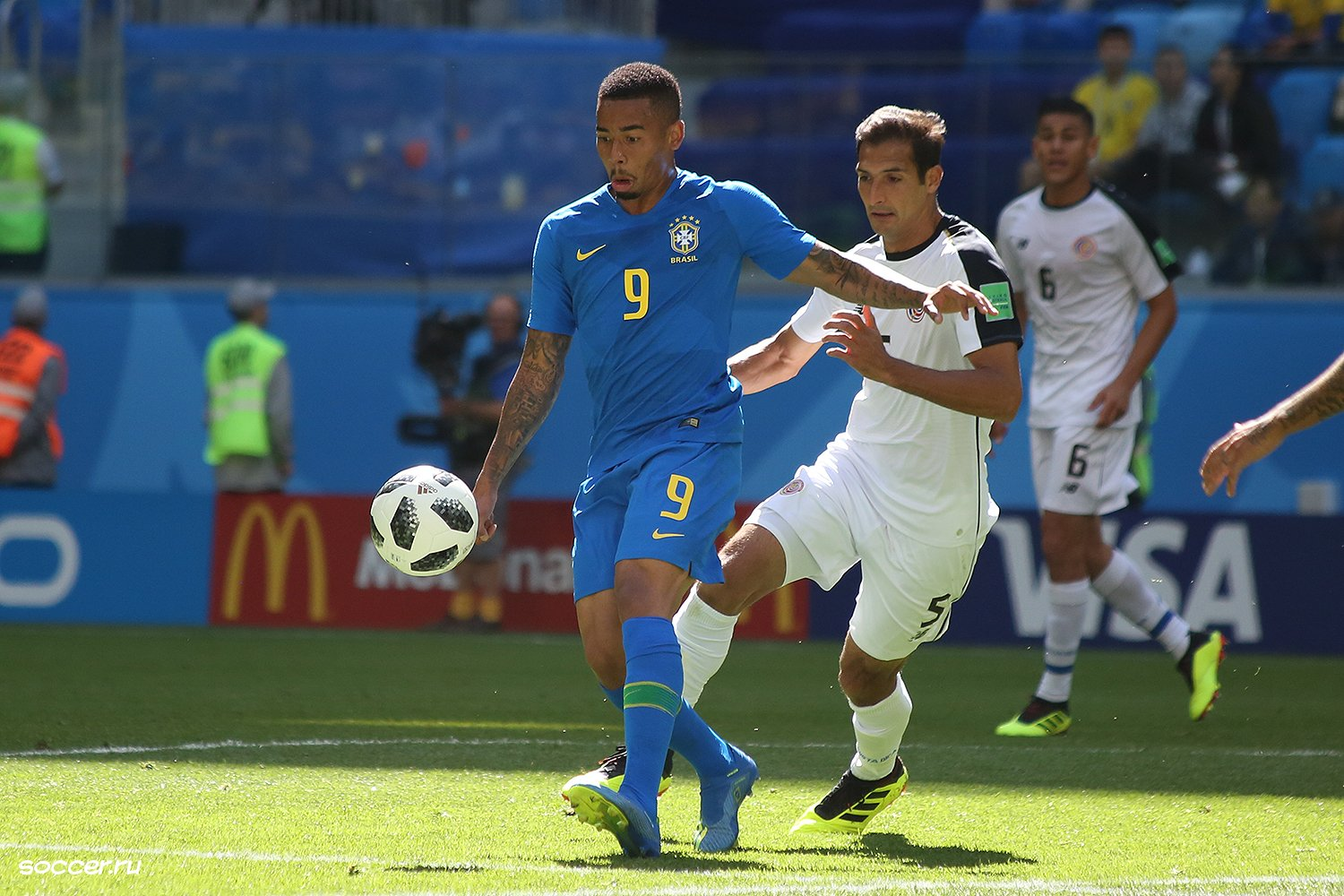
Borges in disputa per il pallone contro Gabriel Jesus del Brasile

Nel maggio 2018 è stato convocato nella squadra di 23 giocatori della Costa Rica per il Campionato mondiale di calcio 2018 in Russia.
Nel settembre 2018 diventa il calciatore costaricano ad avere disputato più partite nella fase di qualificazione ai Mondiali nella storia della sua nazionale.
Il 16 marzo 2024 annuncia il proprio ritiro dalla nazionale, dopo quasi un anno della sua ultima apparizione.

## Statistiche

### Cronologia presenze e reti in nazionale
| Cronologia completa delle presenze e delle reti in nazionale ― Costa Rica | Cronologia completa delle presenze e delle reti in nazionale ― Costa Rica | Cronologia completa delle presenze e delle reti in nazionale ― Costa Rica | Cronologia completa delle presenze e delle reti in nazionale ― Costa Rica | Cronologia completa delle presenze e delle reti in nazionale ― Costa Rica | Cronologia completa delle presenze e delle reti in nazionale ― Costa Rica | Cronologia completa delle presenze e delle reti in nazionale ― Costa Rica | Cronologia completa delle presenze e delle reti in nazionale ― Costa Rica |
| Data                                                                      | Città                                                                     | In casa                                                                   | Risultato                                                                 | Ospiti                                                                    | Competizione                                                              | Reti                                                                      | Note                                                                      |
| ------------------------------------------------------------------------- | ------------------------------------------------------------------------- | ------------------------------------------------------------------------- | ------------------------------------------------------------------------- | ------------------------------------------------------------------------- | ------------------------------------------------------------------------- | ------------------------------------------------------------------------- | ------------------------------------------------------------------------- |
| 22-6-2008                                                                 | San José                                                                  | Costa Rica                                                                | 3 – 0                                                                     | Grenada                                                                   | Qual. Mondiali 2010                                                       | -                                                                         | 48’                                                                       |
| 21-8-2008                                                                 | San José                                                                  | Costa Rica                                                                | 1 – 0                                                                     | El Salvador                                                               | Qual. Mondiali 2010                                                       | -                                                                         |                                                                           |
| 6-9-2008                                                                  | San José                                                                  | Costa Rica                                                                | 7 – 0                                                                     | Suriname                                                                  | Qual. Mondiali 2010                                                       | 1                                                                         |                                                                           |
| 10-9-2008                                                                 | Port-au-Prince                                                            | Haiti                                                                     | 1 – 3                                                                     | Costa Rica                                                                | Qual. Mondiali 2010                                                       | -                                                                         |                                                                           |
| 11-10-2008                                                                | Paramaribo                                                                | Suriname                                                                  | 1 – 4                                                                     | Costa Rica                                                                | Qual. Mondiali 2010                                                       | 1                                                                         |                                                                           |
| 16-10-2008                                                                | San Juan de Tibás                                                         | Costa Rica                                                                | 2 – 0                                                                     | Haiti                                                                     | Qual. Mondiali 2010                                                       | -                                                                         |                                                                           |
| 20-11-2008                                                                | San Salvador                                                              | El Salvador                                                               | 1 – 3                                                                     | Costa Rica                                                                | Qual. Mondiali 2010                                                       | -                                                                         |                                                                           |
| 12-2-2009                                                                 | San Juan de Tibás                                                         | Costa Rica                                                                | 2 – 0                                                                     | Honduras                                                                  | Qual. Mondiali 2010                                                       | -                                                                         |                                                                           |
| 29-3-2009                                                                 | Città del Messico                                                         | Messico                                                                   | 2 – 0                                                                     | Costa Rica                                                                | Qual. Mondiali 2010                                                       | -                                                                         | 62’                                                                       |
| 1-4-2009                                                                  | Tibás                                                                     | Costa Rica                                                                | 1 – 0                                                                     | El Salvador                                                               | Qual. Mondiali 2010                                                       | -                                                                         |                                                                           |
| 4-6-2009                                                                  | San Juan de Tibás                                                         | Costa Rica                                                                | 3 – 1                                                                     | Stati Uniti                                                               | Qual. Mondiali 2010                                                       | 1                                                                         |                                                                           |
| 7-6-2009                                                                  | Scarborough                                                               | Trinidad e Tobago                                                         | 2 – 3                                                                     | Costa Rica                                                                | Qual. Mondiali 2010                                                       | 2                                                                         |                                                                           |
| 4-7-2009                                                                  | Carson                                                                    | Costa Rica                                                                | 1 – 2                                                                     | El Salvador                                                               | Gold Cup 2009 - 1º turno                                                  | -                                                                         |                                                                           |
| 8-7-2009                                                                  | Dallas                                                                    | Giamaica                                                                  | 0 – 1                                                                     | Costa Rica                                                                | Gold Cup 2009 - 1º turno                                                  | 1                                                                         |                                                                           |
| 11-7-2009                                                                 | Miami                                                                     | Canada                                                                    | 2 – 2                                                                     | Costa Rica                                                                | Gold Cup 2009 - 1º turno                                                  | -                                                                         |                                                                           |
| 19-7-2009                                                                 | Dallas                                                                    | Guadalupa                                                                 | 1 – 5                                                                     | Costa Rica                                                                | Gold Cup 2009 - Quarti di finale                                          | 1                                                                         |                                                                           |
| 24-7-2009                                                                 | Chicago                                                                   | Costa Rica                                                                | 1 – 1 dts (4 – 6 dtr)                                                     | Messico                                                                   | Gold Cup 2009 - Semifinali                                                | -                                                                         |                                                                           |
| 13-8-2009                                                                 | San Pedro Sula                                                            | Honduras                                                                  | 4 – 0                                                                     | Costa Rica                                                                | Qual. Mondiali 2010                                                       | -                                                                         |                                                                           |
| 6-9-2009                                                                  | San Juan de Tibás                                                         | Costa Rica                                                                | 0 – 3                                                                     | Messico                                                                   | Qual. Mondiali 2010                                                       | -                                                                         |                                                                           |
| 10-9-2009                                                                 | San Salvador                                                              | El Salvador                                                               | 1 – 0                                                                     | Costa Rica                                                                | Qual. Mondiali 2010                                                       | -                                                                         |                                                                           |
| 15-11-2009                                                                | San Juan de Tibás                                                         | Costa Rica                                                                | 0 – 1                                                                     | Uruguay                                                                   | Qual. Mondiali 2010                                                       | -                                                                         |                                                                           |
| 19-11-2009                                                                | Montevideo                                                                | Uruguay                                                                   | 1 – 1                                                                     | Costa Rica                                                                | Qual. Mondiali 2010                                                       | -                                                                         | 58’                                                                       |
| 11-8-2010                                                                 | Asunción                                                                  | Paraguay                                                                  | 2 – 0                                                                     | Costa Rica                                                                | Amichevole                                                                | -                                                                         |                                                                           |
| 4-9-2010                                                                  | Panama                                                                    | Panama                                                                    | 2 – 2                                                                     | Costa Rica                                                                | Amichevole                                                                | -                                                                         | 50’ 58’                                                                   |
| 6-9-2010                                                                  | Kingston                                                                  | Giamaica                                                                  | 1 – 0                                                                     | Costa Rica                                                                | Amichevole                                                                | -                                                                         | 74’                                                                       |
| 14-1-2011                                                                 | Panama                                                                    | Costa Rica                                                                | 1 – 1                                                                     | Honduras                                                                  | Coppa centroamericana 2011 - 1º turno                                     | -                                                                         |                                                                           |
| 16-1-2011                                                                 | Panama                                                                    | Guatemala                                                                 | 0 – 2                                                                     | Costa Rica                                                                | Coppa centroamericana 2011 - 1º turno                                     | -                                                                         |                                                                           |
| 21-1-2011                                                                 | Panama                                                                    | Panama                                                                    | 1 – 1 dts (2 – 4 dtr)                                                     | Costa Rica                                                                | Coppa centroamericana 2011 - Semifinale                                   | 1                                                                         | 75’                                                                       |
| 23-1-2011                                                                 | Panama                                                                    | Honduras                                                                  | 2 – 1                                                                     | Costa Rica                                                                | Coppa centroamericana 2011 - Finale                                       | -                                                                         |                                                                           |
| 27-3-2011                                                                 | San José                                                                  | Costa Rica                                                                | 2 – 2                                                                     | Cina                                                                      | Amichevole                                                                | -                                                                         |                                                                           |
| 29-3-2011                                                                 | San José                                                                  | Costa Rica                                                                | 0 – 0                                                                     | Argentina                                                                 | Amichevole                                                                | -                                                                         | 59’                                                                       |
| 5-6-2011                                                                  | Arlington                                                                 | Costa Rica                                                                | 5 – 0                                                                     | Cuba                                                                      | Gold Cup 2011 - 1º turno                                                  | -                                                                         |                                                                           |
| 9-6-2011                                                                  | Charlotte                                                                 | Costa Rica                                                                | 1 – 1                                                                     | El Salvador                                                               | Gold Cup 2011 - 1º turno                                                  | -                                                                         | 56’                                                                       |
| 12-6-2011                                                                 | Chicago                                                                   | Messico                                                                   | 4 – 1                                                                     | Costa Rica                                                                | Gold Cup 2011 - 1º turno                                                  | -                                                                         |                                                                           |
| 18-6-2011                                                                 | East Rutherford                                                           | Costa Rica                                                                | 1 – 1 dts (2 – 4 dtr)                                                     | Honduras                                                                  | Gold Cup 2011 - Quarti di finale                                          | -                                                                         |                                                                           |
| 1-6-2012                                                                  | Città del Guatemala                                                       | Guatemala                                                                 | 1 – 0                                                                     | Costa Rica                                                                | Amichevole                                                                | -                                                                         | 46’                                                                       |
| 8-6-2012                                                                  | San José                                                                  | Costa Rica                                                                | 2 – 2                                                                     | El Salvador                                                               | Qual. Mondiali 2014                                                       | -                                                                         | 46’                                                                       |
| 12-6-2012                                                                 | Georgetown                                                                | Guyana                                                                    | 0 – 4                                                                     | Costa Rica                                                                | Qual. Mondiali 2014                                                       | -                                                                         | 79’                                                                       |
| 11-9-2012                                                                 | Città del Messico                                                         | Messico                                                                   | 1 – 0                                                                     | Costa Rica                                                                | Qual. Mondiali 2014                                                       | -                                                                         | 76’                                                                       |
| 16-10-2012                                                                | San José                                                                  | Costa Rica                                                                | 7 – 0                                                                     | Guyana                                                                    | Qual. Mondiali 2014                                                       | 1                                                                         | 58’                                                                       |
| 18-1-2013                                                                 | San José                                                                  | Costa Rica                                                                | 1 – 0                                                                     | Belize                                                                    | Coppa centroamericana 2013 - 1º turno                                     | -                                                                         |                                                                           |
| 20-1-2013                                                                 | San José                                                                  | Costa Rica                                                                | 2 – 0                                                                     | Nicaragua                                                                 | Coppa centroamericana 2013 - 1º turno                                     | 1                                                                         |                                                                           |
| 22-1-2013                                                                 | San José                                                                  | Costa Rica                                                                | 1 – 1                                                                     | Guatemala                                                                 | Coppa centroamericana 2013 - 1º turno                                     | -                                                                         | 57’                                                                       |
| 26-1-2013                                                                 | San José                                                                  | Costa Rica                                                                | 1 – 0                                                                     | El Salvador                                                               | Coppa centroamericana 2013 - Semifinale                                   | -                                                                         |                                                                           |
| 28-1-2013                                                                 | San José                                                                  | Costa Rica                                                                | 1 – 0                                                                     | Honduras                                                                  | Coppa centroamericana 2013 - Finale                                       | -                                                                         | 29’                                                                       |
| 7-2-2013                                                                  | Panama                                                                    | Panama                                                                    | 2 – 2                                                                     | Costa Rica                                                                | Qual. Mondiali 2014                                                       | -                                                                         | 45’ 58’                                                                   |
| 27-3-2013                                                                 | San José                                                                  | Costa Rica                                                                | 2 – 0                                                                     | Giamaica                                                                  | Qual. Mondiali 2014                                                       | -                                                                         | 83’                                                                       |
| 8-6-2013                                                                  | San José                                                                  | Costa Rica                                                                | 1 – 0                                                                     | Honduras                                                                  | Qual. Mondiali 2014                                                       | -                                                                         |                                                                           |
| 12-6-2013                                                                 | Città del Messico                                                         | Messico                                                                   | 0 – 0                                                                     | Costa Rica                                                                | Qual. Mondiali 2014                                                       | -                                                                         | 76’                                                                       |
| 19-6-2013                                                                 | San José                                                                  | Costa Rica                                                                | 2 – 0                                                                     | Panama                                                                    | Qual. Mondiali 2014                                                       | 1                                                                         |                                                                           |
| 10-7-2013                                                                 | Portland                                                                  | Costa Rica                                                                | 3 – 0                                                                     | Cuba                                                                      | Gold Cup 2013 - 1º turno                                                  | -                                                                         | 63’                                                                       |
| 14-7-2013                                                                 | Sandy                                                                     | Costa Rica                                                                | 1 – 0                                                                     | Belize                                                                    | Gold Cup 2013 - 1º turno                                                  | -                                                                         |                                                                           |
| 17-7-2013                                                                 | East Hartford                                                             | Stati Uniti                                                               | 1 – 0                                                                     | Costa Rica                                                                | Gold Cup 2013 - 1º turno                                                  | -                                                                         |                                                                           |
| 22-7-2013                                                                 | Baltimora                                                                 | Honduras                                                                  | 1 – 0                                                                     | Costa Rica                                                                | Gold Cup 2013 - Quarti di finale                                          | -                                                                         |                                                                           |
| 14-8-2013                                                                 | Santo Domingo                                                             | Rep. Dominicana                                                           | 0 – 4                                                                     | Costa Rica                                                                | Amichevole                                                                | 2                                                                         |                                                                           |
| 7-9-2013                                                                  | San José                                                                  | Costa Rica                                                                | 3 – 1                                                                     | Stati Uniti                                                               | Qual. Mondiali 2014                                                       | 1                                                                         |                                                                           |
| 11-9-2013                                                                 | Kingston                                                                  | Giamaica                                                                  | 1 – 1                                                                     | Costa Rica                                                                | Qual. Mondiali 2014                                                       | -                                                                         |                                                                           |
| 11-10-2013                                                                | San Pedro Sula                                                            | Honduras                                                                  | 1 – 0                                                                     | Costa Rica                                                                | Qual. Mondiali 2014                                                       | -                                                                         |                                                                           |
| 16-10-2013                                                                | San José                                                                  | Costa Rica                                                                | 2 – 1                                                                     | Messico                                                                   | Qual. Mondiali 2014                                                       | -                                                                         |                                                                           |
| 19-11-2013                                                                | Sydney                                                                    | Australia                                                                 | 1 – 0                                                                     | Costa Rica                                                                | Amichevole                                                                | -                                                                         | 70’                                                                       |
| 6-3-2014                                                                  | San José                                                                  | Costa Rica                                                                | 2 – 1                                                                     | Paraguay                                                                  | Amichevole                                                                | -                                                                         | 70’                                                                       |
| 2-6-2014                                                                  | Tampa                                                                     | Costa Rica                                                                | 1 – 3                                                                     | Giappone                                                                  | Amichevole                                                                | -                                                                         |                                                                           |
| 6-6-2014                                                                  | Chester                                                                   | Costa Rica                                                                | 1 – 1                                                                     | Irlanda                                                                   | Amichevole                                                                | 1                                                                         |                                                                           |
| 14-6-2014                                                                 | Fortaleza                                                                 | Uruguay                                                                   | 1 – 3                                                                     | Costa Rica                                                                | Mondiali 2014 - 1º turno                                                  | -                                                                         |                                                                           |
| 20-6-2014                                                                 | Recife                                                                    | Italia                                                                    | 0 – 1                                                                     | Costa Rica                                                                | Mondiali 2014 - 1º turno                                                  | -                                                                         |                                                                           |
| 24-6-2014                                                                 | Recife                                                                    | Costa Rica                                                                | 0 – 0                                                                     | Inghilterra                                                               | Mondiali 2014 - 1º turno                                                  | -                                                                         | 78’                                                                       |
| 29-6-2014                                                                 | Recife                                                                    | Costa Rica                                                                | 1 – 1 dts (5 – 3 dtr)                                                     | Grecia                                                                    | Mondiali 2014 - Ottavi di finale                                          | -                                                                         |                                                                           |
| 5-7-2014                                                                  | Salvador                                                                  | Paesi Bassi                                                               | 0 – 0 dts (4 – 3 dtr)                                                     | Costa Rica                                                                | Mondiali 2014 - Quarti di finale                                          | -                                                                         |                                                                           |
| 3-9-2014                                                                  | Washington                                                                | Costa Rica                                                                | 3 – 0                                                                     | Nicaragua                                                                 | Coppa centroamericana 2014 - 1º turno                                     | 1                                                                         | Cap.                                                                      |
| 7-9-2014                                                                  | Dallas                                                                    | Costa Rica                                                                | 2 – 2                                                                     | Panama                                                                    | Coppa centroamericana 2014 - 1º turno                                     | 1                                                                         | Cap.                                                                      |
| 10-10-2014                                                                | Mascate                                                                   | Oman                                                                      | 3 – 4                                                                     | Costa Rica                                                                | Amichevole                                                                | -                                                                         |                                                                           |
| 14-10-2014                                                                | Seul                                                                      | Corea del Sud                                                             | 1 – 3                                                                     | Costa Rica                                                                | Amichevole                                                                | 2                                                                         |                                                                           |
| 14-11-2014                                                                | Montevideo                                                                | Uruguay                                                                   | 3 – 3 dts (6 – 7 dtr)                                                     | Costa Rica                                                                | Amichevole                                                                | -                                                                         |                                                                           |
| 27-3-2015                                                                 | San José                                                                  | Costa Rica                                                                | 0 – 0                                                                     | Paraguay                                                                  | Amichevole                                                                | -                                                                         | 22’                                                                       |
| 1-4-2015                                                                  | Panama                                                                    | Panama                                                                    | 2 – 1                                                                     | Costa Rica                                                                | Amichevole                                                                | -                                                                         |                                                                           |
| 6-6-2015                                                                  | Buenos Aires                                                              | Colombia                                                                  | 1 – 0                                                                     | Costa Rica                                                                | Amichevole                                                                | -                                                                         | 63’                                                                       |
| 11-6-2015                                                                 | León                                                                      | Spagna                                                                    | 2 – 1                                                                     | Costa Rica                                                                | Amichevole                                                                | -                                                                         | 75’ 89’                                                                   |
| 27-6-2015                                                                 | Orlando                                                                   | Messico                                                                   | 2 – 2                                                                     | Costa Rica                                                                | Amichevole                                                                | -                                                                         |                                                                           |
| 9-7-2015                                                                  | Carson                                                                    | Costa Rica                                                                | 2 – 2                                                                     | Giamaica                                                                  | Gold Cup 2015 - 1º turno                                                  | -                                                                         |                                                                           |
| 12-7-2015                                                                 | Houston                                                                   | Costa Rica                                                                | 1 – 1                                                                     | El Salvador                                                               | Gold Cup 2015 - 1º turno                                                  | -                                                                         |                                                                           |
| 15-7-2015                                                                 | Toronto                                                                   | Canada                                                                    | 0 – 0                                                                     | Costa Rica                                                                | Gold Cup 2015 - 1º turno                                                  | -                                                                         | 67’                                                                       |
| 20-7-2015                                                                 | East Rutherford                                                           | Messico                                                                   | 0 – 0 dts (1-0 dtr)                                                       | Costa Rica                                                                | Gold Cup 2015 - Quarti di finale                                          | -                                                                         |                                                                           |
| 5-9-2015                                                                  | Harrison                                                                  | Brasile                                                                   | 1 – 0                                                                     | Costa Rica                                                                | Amichevole                                                                | -                                                                         |                                                                           |
| 9-9-2015                                                                  | San José                                                                  | Costa Rica                                                                | 1 – 0                                                                     | Uruguay                                                                   | Amichevole                                                                | -                                                                         | 80’                                                                       |
| 9-10-2015                                                                 | San José                                                                  | Costa Rica                                                                | 0 – 1                                                                     | Sudafrica                                                                 | Amichevole                                                                | -                                                                         |                                                                           |
| 14-10-2015                                                                | Harrison                                                                  | Stati Uniti                                                               | 0 – 1                                                                     | Costa Rica                                                                | Amichevole                                                                | -                                                                         |                                                                           |
| 14-11-2015                                                                | San José                                                                  | Costa Rica                                                                | 1 – 0                                                                     | Haiti                                                                     | Qual. Mondiali 2018                                                       | -                                                                         | 45+3’                                                                     |
| 26-3-2016                                                                 | Kingston                                                                  | Giamaica                                                                  | 1 – 1                                                                     | Costa Rica                                                                | Qual. Mondiali 2018                                                       | -                                                                         |                                                                           |
| 30-3-2016                                                                 | San José                                                                  | Costa Rica                                                                | 3 – 0                                                                     | Giamaica                                                                  | Qual. Mondiali 2018                                                       | 1                                                                         |                                                                           |
| 28-5-2016                                                                 | San José                                                                  | Costa Rica                                                                | 2 – 1                                                                     | Venezuela                                                                 | Amichevole                                                                | -                                                                         | 63’                                                                       |
| 4-6-2016                                                                  | Orlando                                                                   | Costa Rica                                                                | 0 – 0                                                                     | Paraguay                                                                  | Coppa America Centenario - 1º turno                                       | -                                                                         |                                                                           |
| 8-6-2016                                                                  | Chicago                                                                   | Stati Uniti                                                               | 4 – 0                                                                     | Costa Rica                                                                | Coppa America Centenario - 1º turno                                       | -                                                                         |                                                                           |
| 12-6-2016                                                                 | Houston                                                                   | Colombia                                                                  | 2 – 3                                                                     | Costa Rica                                                                | Coppa America Centenario - 1º turno                                       | 1                                                                         | 78’                                                                       |
| 3-9-2016                                                                  | Port-au-Prince                                                            | Haiti                                                                     | 0 – 1                                                                     | Costa Rica                                                                | Qual. Mondiali 2018                                                       | -                                                                         |                                                                           |
| 7-9-2016                                                                  | San José                                                                  | Costa Rica                                                                | 3 – 1                                                                     | Panama                                                                    | Qual. Mondiali 2018                                                       | -                                                                         |                                                                           |
| 9-10-2016                                                                 | Krasnodar                                                                 | Russia                                                                    | 3 – 4                                                                     | Costa Rica                                                                | Amichevole                                                                | -                                                                         | 78’                                                                       |
| 11-11-2016                                                                | Port of Spain                                                             | Trinidad e Tobago                                                         | 0 – 2                                                                     | Costa Rica                                                                | Qual. Mondiali 2018                                                       | -                                                                         |                                                                           |
| 15-11-2016                                                                | San José                                                                  | Costa Rica                                                                | 4 – 0                                                                     | Stati Uniti                                                               | Qual. Mondiali 2018                                                       | -                                                                         |                                                                           |
| 25-3-2017                                                                 | Città del Messico                                                         | Messico                                                                   | 2 – 0                                                                     | Costa Rica                                                                | Qual. Mondiali 2018                                                       | -                                                                         |                                                                           |
| 28-3-2017                                                                 | San Pedro Sula                                                            | Honduras                                                                  | 1 – 1                                                                     | Costa Rica                                                                | Qual. Mondiali 2018                                                       | -                                                                         |                                                                           |
| 9-6-2017                                                                  | San José                                                                  | Costa Rica                                                                | 0 – 0                                                                     | Panama                                                                    | Qual. Mondiali 2018                                                       | -                                                                         |                                                                           |
| 14-6-2017                                                                 | San José                                                                  | Costa Rica                                                                | 2 – 1                                                                     | Trinidad e Tobago                                                         | Qual. Mondiali 2018                                                       | -                                                                         |                                                                           |
| 1-9-2017                                                                  | Harrison                                                                  | Stati Uniti                                                               | 0 – 2                                                                     | Costa Rica                                                                | Qual. Mondiali 2018                                                       | -                                                                         |                                                                           |
| 5-9-2017                                                                  | San José                                                                  | Costa Rica                                                                | 1 – 1                                                                     | Messico                                                                   | Qual. Mondiali 2018                                                       | -                                                                         |                                                                           |
| 7-10-2017                                                                 | San José                                                                  | Costa Rica                                                                | 1 – 1                                                                     | Honduras                                                                  | Qual. Mondiali 2018                                                       | -                                                                         |                                                                           |
| 10-10-2017                                                                | Panama                                                                    | Panama                                                                    | 2 – 1                                                                     | Costa Rica                                                                | Qual. Mondiali 2018                                                       | -                                                                         |                                                                           |
| 11-11-2017                                                                | Malaga                                                                    | Spagna                                                                    | 5 – 0                                                                     | Costa Rica                                                                | Amichevole                                                                | -                                                                         |                                                                           |
| 14-11-2017                                                                | Budapest                                                                  | Ungheria                                                                  | 1 – 0                                                                     | Costa Rica                                                                | Amichevole                                                                | -                                                                         | Cap.                                                                      |
| 23-3-2018                                                                 | Glasgow                                                                   | Scozia                                                                    | 0 – 1                                                                     | Costa Rica                                                                | Amichevole                                                                | -                                                                         |                                                                           |
| 27-3-2018                                                                 | Nizza                                                                     | Tunisia                                                                   | 1 – 0                                                                     | Costa Rica                                                                | Amichevole                                                                | -                                                                         | 73’                                                                       |
| 3-6-2018                                                                  | San José                                                                  | Costa Rica                                                                | 3 – 0                                                                     | Irlanda del Nord                                                          | Amichevole                                                                | -                                                                         | 64’                                                                       |
| 7-6-2018                                                                  | Leeds                                                                     | Inghilterra                                                               | 2 – 0                                                                     | Costa Rica                                                                | Amichevole                                                                | -                                                                         |                                                                           |
| 11-6-2018                                                                 | Bruxelles                                                                 | Belgio                                                                    | 4 – 1                                                                     | Costa Rica                                                                | Amichevole                                                                | -                                                                         | 76’                                                                       |
| 16-6-2018                                                                 | Samara                                                                    | Costa Rica                                                                | 0 – 1                                                                     | Serbia                                                                    | Mondiali 2018 - 1º turno                                                  | -                                                                         |                                                                           |
| 22-6-2018                                                                 | San Pietroburgo                                                           | Brasile                                                                   | 2 – 0                                                                     | Costa Rica                                                                | Mondiali 2018 - 1º turno                                                  | -                                                                         |                                                                           |
| 27-6-2018                                                                 | Nižnij Novgorod                                                           | Svizzera                                                                  | 2 – 2                                                                     | Costa Rica                                                                | Mondiali 2018 - 1º turno                                                  | -                                                                         |                                                                           |
| 16-11-2018                                                                | Rancagua                                                                  | Cile                                                                      | 2 – 3                                                                     | Costa Rica                                                                | Amichevole                                                                | -                                                                         |                                                                           |
| 20-11-2018                                                                | Arequipa                                                                  | Perù                                                                      | 2 – 3                                                                     | Costa Rica                                                                | Amichevole                                                                | -                                                                         |                                                                           |
| 22-3-2019                                                                 | Città del Guatemala                                                       | Guatemala                                                                 | 1 – 0                                                                     | Costa Rica                                                                | Amichevole                                                                | -                                                                         |                                                                           |
| 27-3-2019                                                                 | San José                                                                  | Costa Rica                                                                | 1 – 0                                                                     | Giamaica                                                                  | Amichevole                                                                | -                                                                         |                                                                           |
| 6-6-2019                                                                  | Lima                                                                      | Perù                                                                      | 1 – 0                                                                     | Costa Rica                                                                | Amichevole                                                                | -                                                                         | Cap.                                                                      |
| 16-6-2019                                                                 | San José                                                                  | Costa Rica                                                                | 4 – 0                                                                     | Nicaragua                                                                 | Gold Cup 2019 - 1º turno                                                  | 1                                                                         | Cap.                                                                      |
| 21-6-2019                                                                 | Frisco                                                                    | Costa Rica                                                                | 2 – 1                                                                     | Bermuda                                                                   | Gold Cup 2019 - 1º turno                                                  | -                                                                         | Cap.                                                                      |
| 24-6-2019                                                                 | Harrison                                                                  | Haiti                                                                     | 2 – 1                                                                     | Costa Rica                                                                | Gold Cup 2019 - 1º turno                                                  | -                                                                         |                                                                           |
| 28-6-2019                                                                 | Houston                                                                   | Messico                                                                   | 1 – 1 dts (5 – 4 dtr)                                                     | Costa Rica                                                                | Gold Cup 2019 - Quarti di finale                                          | -                                                                         |                                                                           |
| 7-9-2019                                                                  | San José                                                                  | Costa Rica                                                                | 1 – 2                                                                     | Uruguay                                                                   | Amichevole                                                                | 1                                                                         |                                                                           |
| 10-10-2019                                                                | Nassau                                                                    | Haiti                                                                     | 1 – 1                                                                     | Costa Rica                                                                | CONCACAF Nations League 2019-2020 - 2º turno                              | -                                                                         |                                                                           |
| 14-10-2019                                                                | Alajuela                                                                  | Costa Rica                                                                | 0 – 0                                                                     | Curaçao                                                                   | CONCACAF Nations League 2019-2020 - 2º turno                              | -                                                                         | 70’                                                                       |
| 15-11-2019                                                                | Willemstad                                                                | Curaçao                                                                   | 1 – 2                                                                     | Costa Rica                                                                | CONCACAF Nations League 2019-2020 - 2º turno                              | -                                                                         | Cap.                                                                      |
| 18-11-2019                                                                | San Juan                                                                  | Costa Rica                                                                | 1 – 1                                                                     | Haiti                                                                     | CONCACAF Nations League 2019-2020 - 2º turno                              | -                                                                         | Cap.                                                                      |
| 13-11-2020                                                                | Hartberg                                                                  | Qatar                                                                     | 1 – 1                                                                     | Costa Rica                                                                | Amichevole                                                                | -                                                                         |                                                                           |
| 3-6-2021                                                                  | Denver                                                                    | Messico                                                                   | 0 – 0 dts (5 – 4 dtr)                                                     | Costa Rica                                                                | CONCACAF Nations League 2019-2020 - Semifinale                            | -                                                                         | 82’                                                                       |
| 6-6-2021                                                                  | Denver                                                                    | Honduras                                                                  | 2 – 2 dts (5 – 4 dtr)                                                     | Costa Rica                                                                | CONCACAF Nations League 2019-2020 - Finale 3º posto                       | -                                                                         | 58’                                                                       |
| 9-6-2021                                                                  | Sandy                                                                     | Stati Uniti                                                               | 4 – 0                                                                     | Costa Rica                                                                | Amichevole                                                                | -                                                                         | 46’                                                                       |
| 12-7-2021                                                                 | Orlando                                                                   | Costa Rica                                                                | 3 – 1                                                                     | Guadalupa                                                                 | Gold Cup 2021 - 1º turno                                                  | 1                                                                         |                                                                           |
| 16-7-2021                                                                 | Orlando                                                                   | Suriname                                                                  | 1 – 2                                                                     | Costa Rica                                                                | Gold Cup 2021 - 1º turno                                                  | 1                                                                         | Cap.                                                                      |
| 20-7-2021                                                                 | Orlando                                                                   | Costa Rica                                                                | 1 – 0                                                                     | Giamaica                                                                  | Gold Cup 2021 - 1º turno                                                  | -                                                                         | 65’                                                                       |
| 24-7-2021                                                                 | Arlington                                                                 | Costa Rica                                                                | 0 – 2                                                                     | Canada                                                                    | Gold Cup 2021 - Quarti di finale                                          | -                                                                         | Cap.                                                                      |
| 2-9-2021                                                                  | Panama                                                                    | Panama                                                                    | 0 – 0                                                                     | Costa Rica                                                                | Qual. Mondiali 2022                                                       | -                                                                         | Cap. 74’                                                                  |
| 5-9-2021                                                                  | San José                                                                  | Costa Rica                                                                | 0 – 1                                                                     | Messico                                                                   | Qual. Mondiali 2022                                                       | -                                                                         |                                                                           |
| 8-9-2021                                                                  | San José                                                                  | Costa Rica                                                                | 1 – 1                                                                     | Giamaica                                                                  | Qual. Mondiali 2022                                                       | -                                                                         | 82’                                                                       |
| 7-10-2021                                                                 | San Pedro Sula                                                            | Honduras                                                                  | 0 – 0                                                                     | Costa Rica                                                                | Qual. Mondiali 2022                                                       | -                                                                         | 81’                                                                       |
| 10-10-2021                                                                | San José                                                                  | Costa Rica                                                                | 2 – 1                                                                     | El Salvador                                                               | Qual. Mondiali 2022                                                       | 1                                                                         | 66’ 87’                                                                   |
| 13-10-2021                                                                | Columbus                                                                  | Stati Uniti                                                               | 2 – 1                                                                     | Costa Rica                                                                | Qual. Mondiali 2022                                                       | -                                                                         | Cap.                                                                      |
| 12-11-2021                                                                | Edmonton                                                                  | Canada                                                                    | 1 – 0                                                                     | Costa Rica                                                                | Qual. Mondiali 2022                                                       | -                                                                         | 83’                                                                       |
| 16-11-2021                                                                | San José                                                                  | Costa Rica                                                                | 2 – 1                                                                     | Honduras                                                                  | Qual. Mondiali 2022                                                       | -                                                                         | 68’                                                                       |
| 27-1-2022                                                                 | San José                                                                  | Costa Rica                                                                | 1 – 0                                                                     | Panama                                                                    | Qual. Mondiali 2022                                                       | -                                                                         | 46’                                                                       |
| 30-1-2022                                                                 | Città del Messico                                                         | Messico                                                                   | 0 – 0                                                                     | Costa Rica                                                                | Qual. Mondiali 2022                                                       | -                                                                         | 75’                                                                       |
| 2-2-2022                                                                  | Kingston                                                                  | Giamaica                                                                  | 0 – 1                                                                     | Costa Rica                                                                | Qual. Mondiali 2022                                                       | -                                                                         | 75’                                                                       |
| 24-3-2022                                                                 | San José                                                                  | Costa Rica                                                                | 1 – 0                                                                     | Canada                                                                    | Qual. Mondiali 2022                                                       | 1                                                                         | 61’                                                                       |
| 27-3-2022                                                                 | San Salvador                                                              | El Salvador                                                               | 1 – 2                                                                     | Costa Rica                                                                | Qual. Mondiali 2022                                                       | -                                                                         | 72’                                                                       |
| 5-6-2022                                                                  | San José                                                                  | Costa Rica                                                                | 2 – 0                                                                     | Martinica                                                                 | CONCACAF Nations League 2022-2023 - 1º turno                              | -                                                                         | Cap. 73’                                                                  |
| 14-6-2022                                                                 | Doha                                                                      | Costa Rica                                                                | 1 – 0                                                                     | Nuova Zelanda                                                             | Qual. Mondiali 2022                                                       | -                                                                         | 79’                                                                       |
| 23-9-2022                                                                 | Goyang                                                                    | Corea del Sud                                                             | 2 – 2                                                                     | Costa Rica                                                                | Amichevole                                                                | -                                                                         | Cap.                                                                      |
| 10-11-2022                                                                | San José                                                                  | Costa Rica                                                                | 2 – 0                                                                     | Nigeria                                                                   | Amichevole                                                                | -                                                                         | 68’                                                                       |
| 23-11-2022                                                                | Doha                                                                      | Spagna                                                                    | 7 – 0                                                                     | Costa Rica                                                                | Mondiali 2022 - 1º turno                                                  | -                                                                         | 72’                                                                       |
| 27-11-2022                                                                | Al Rayyan                                                                 | Giappone                                                                  | 0 – 1                                                                     | Costa Rica                                                                | Mondiali 2022 - 1º turno                                                  | -                                                                         | 62’ 89’                                                                   |
| 1-12-2022                                                                 | Al Khor                                                                   | Costa Rica                                                                | 2 – 4                                                                     | Germania                                                                  | Mondiali 2022 - 1º turno                                                  | -                                                                         |                                                                           |
| 15-6-2023                                                                 | Carson                                                                    | Costa Rica                                                                | 0 – 1                                                                     | Guatemala                                                                 | Amichevole                                                                | -                                                                         | 64’                                                                       |
| 26-6-2023                                                                 | Fort Lauderdale                                                           | Costa Rica                                                                | 1 – 2                                                                     | Panama                                                                    | Gold Cup 2023 - 1º turno                                                  | -                                                                         | cap. 73’                                                                  |
| 30-6-2023                                                                 | Harrison                                                                  | El Salvador                                                               | 0 – 0                                                                     | Costa Rica                                                                | Gold Cup 2023 - 1º turno                                                  | -                                                                         | cap.                                                                      |
| 4-7-2023                                                                  | Harrison                                                                  | Costa Rica                                                                | 6 – 4                                                                     | Martinica                                                                 | Gold Cup 2023 - 1º turno                                                  | -                                                                         | cap.                                                                      |
| 8-7-2023                                                                  | Arlington                                                                 | Messico                                                                   | 2 – 0                                                                     | Costa Rica                                                                | Gold Cup 2023 - Quarti di finale                                          | -                                                                         | cap. 68’                                                                  |
| Totale                                                                    |                                                                           | Presenze (1º posto)                                                       | 163                                                                       |                                                                           | Reti (5º posto)                                                           | 27                                                                        |                                                                           |

## Palmarès

### Club

#### Competizioni nazionali
- Campionato costaricano: 5

Saprissa: 2005-2006, 2006-2007, 2007 Apertura, 2008 Clausura, 2008 Apertura

#### Competizioni internazionali
- CONCACAF Central American Cup: 2

Alajuelense: 2023, 2024

### Nazionale
- Coppa centroamericana: 2

Costa Rica 2013, U.S.A. 2014